# Columbia megye (New York)
Columbia megye az Amerikai Egyesült Államokban, azon belül New York államban található. Megyeszékhelye és legnagyobb városa Hudson. Lakosainak száma 61 570 fő (2020. április 1.). Columbia megye Rensselaer, Dutchess, Ulster, Greene, Albany és Berkshire megyékkel határos.

## Népesség
A megye népességének változása:
| Lakosok száma | 27 496 | 32 390 | 39 907 | 43 073 | 47 044 | 46 172 | 43 658 | 62 606 | 62 243 | 61 570 |
|               | 1790   | 1810   | 1830   | 1850   | 1870   | 1890   | 1910   | 2011   | 2013   | 2020   |